# Robert Paul (patinage artistique)
 (décembre 2023).
Si vous disposez d'ouvrages ou d'articles de référence ou si vous connaissez des sites web de qualité traitant du thème abordé ici, merci de compléter l'article en donnant les références utiles à sa vérifiabilité et en les liant à la section « Notes et références ».
Pour les articles homonymes, voir Robert Paul et Paul.
Robert Paul, né le 2 juin 1937 à Toronto, Ontario et mort le 19 décembre 2024 à Minneapolis, est un ancien patineur artistique canadien. Il patinait en couple avec Barbara Wagner. Ensemble, ils ont remporté cinq titres de champions canadiens, quatre titres de champions du monde et une médaille d'or aux Jeux olympiques de 1960. Ils sont les premiers patineurs canadiens (et par le fait même les premiers non-européens) en couple à avoir gagné l'or olympique.
Robert et Barbara se sont retirés de la compétition amateur en 1960. Ils ont patiné dans les rangs professionnels jusqu'en 1964, année où Barbara s'est marié. Il est devenu, par la suite, entraîneur et chorégraphe de patinage artistique aux États-Unis. Robert a été admis au Temple de la renommée de Patinage Canada avec Barbara Wagner en 1993.

## Palmarès
Avec sa partenaire Barbara Wagner
| Compétitions principales        | 1955 | 1956 | 1957 | 1958 | 1959 | 1960 |  |  |  |  |  |  |  |  |
| Jeux olympiques d'hiver         |      | 6e   |      |      |      | 1er  |  |  |  |  |  |  |  |  |
| Championnats du monde           | 5e   | 5e   | 1er  | 1er  | 1er  | 1er  |  |  |  |  |  |  |  |  |
| Championnats d’Amérique du Nord | 3e   |      | 1er  |      | 1er  |      |  |  |  |  |  |  |  |  |
| Championnats du Canada          | 2e   | 1er  | 1er  | 1er  | 1er  | 1er  |  |  |  |  |  |  |  |  |
|                                 |      |      |      |      |      |      |  |  |  |  |  |  |  |  |